# 1552年
| 千纪： | 2千纪 |
| 世纪： | 15世纪 \| 16世纪 \| 17世纪                                                                                 |
| 年代： | 1520年代 \| 1530年代 \| 1540年代 \| 1550年代 \| 1560年代 \| 1570年代 \| 1580年代                           |
| 年份： | 1547年 \| 1548年 \| 1549年 \| 1550年 \| 1551年 \| 1552年 \| 1553年 \| 1554年 \| 1555年 \| 1556年 \| 1557年 |
| 纪年： | 壬子年（鼠年）；明嘉靖三十一年；越南莫朝景曆五年，后黎朝順平四年；日本天文二十一年                         |

## 大事记
- 北條氏康攻陷關東管領上杉憲政的平井城，上杉憲政逃向越後國投靠長尾景虎，長尾景虎成功奪還平井城及平井金山城。
- 北條氏康策動里見氏旗下親後北條氏的國人眾，發起大規模的反叛。
- 今川義元長女嶺松院嫁予武田信玄長子武田義信為正室，彌補了1550年武田信玄之姊、今川義元正室定惠院病逝後，甲駿同盟缺乏有效約束的缺憾。
- 伊凡四世攻灭喀山汗国，喀山汗國遺民為復國進行反莫斯科公國的叛亂。
- 葡萄牙人到达马德拉斯，并建造了一个港口。
- 奧斯曼帝國艦隊司令皮瑞雷斯再度擊敗葡萄牙帝國，攻佔馬斯喀特。
- 神聖羅馬帝國皇帝查理五世親自率領軍隊約六萬人包圍剛剛被法國國王亨利二世佔領的梅斯，爆發梅斯圍城戰，最後被守將吉斯公爵弗朗索瓦擊退。
- 與查理結盟的新任薩克森選侯莫里茨出乎意料的背叛了皇帝，並向皇帝發起進攻，迫使查理逃離蒂羅爾。
- 3月12日——緬甸東吁王朝消滅勃固王朝。
- 5月10日——由於鳴海城主山口教繼在織田信秀死後反出織田家，改投至駿河國大名今川義元，織田信長與今川義元爆發赤塚之戰，雙方不分勝負，互換戰俘後各自退兵。
- 8月16日——清洲織田家當主織田信友趁織田信秀過世，鳴海城主山口教繼父子倒戈駿河國今川家的良機，派遣家臣坂井大膳攻打勝幡織田家的織田信長，雙方爆發萱津之戰，最終織田信長擊敗清洲織田信友，收復松葉城跟深田城。
- 8月，查理的弟弟斐迪南一世簽訂《帕紹合約（英语：Peace of Passau）》，給予新教徒一定的自由，並使查理在帝國內統一信仰的希望徹底破滅。

## 出生
- 10月6日——利瑪竇馬泰奧·里奇(義大利語：Matteo Ricci)，中國明代萬曆年間旅居中國的耶稣会傳教士，學者。來自義大利。
- 朝鮮宣祖

## 逝世
- 12月3日——聖方濟·沙勿略，耶穌會創始人之一，首先將天主教傳播到亞洲的馬六甲和日本。天主教會稱之為「歷史上最偉大的傳教士」；是「傳教士的主保」。